# Новая клика Гуанси

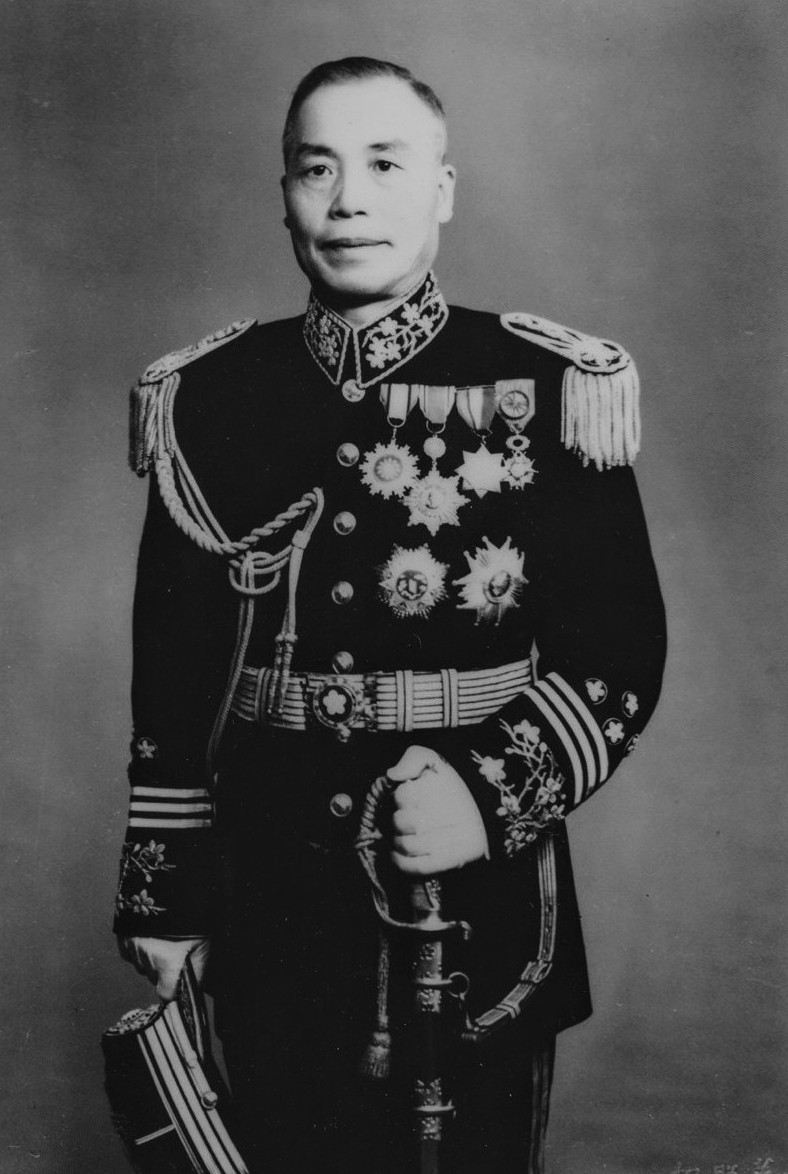
Ли Цзунжэнь

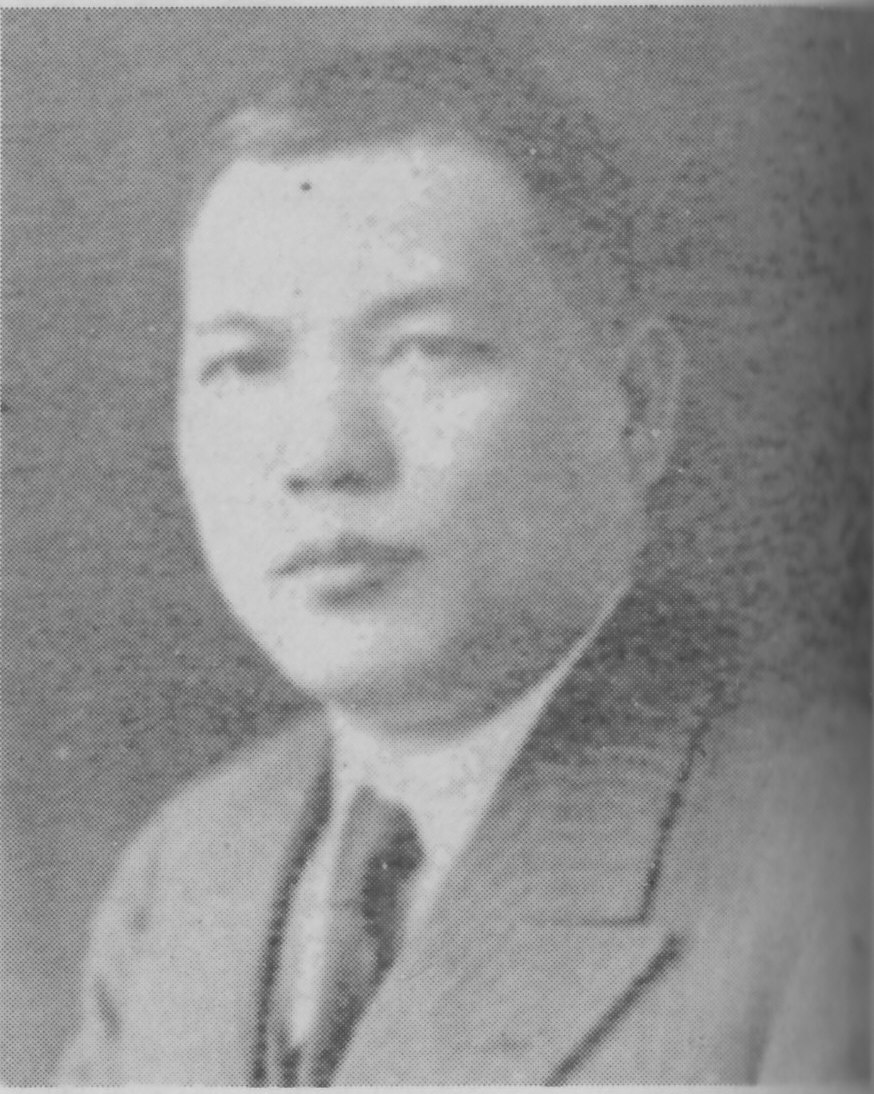
Хуан Шаохун

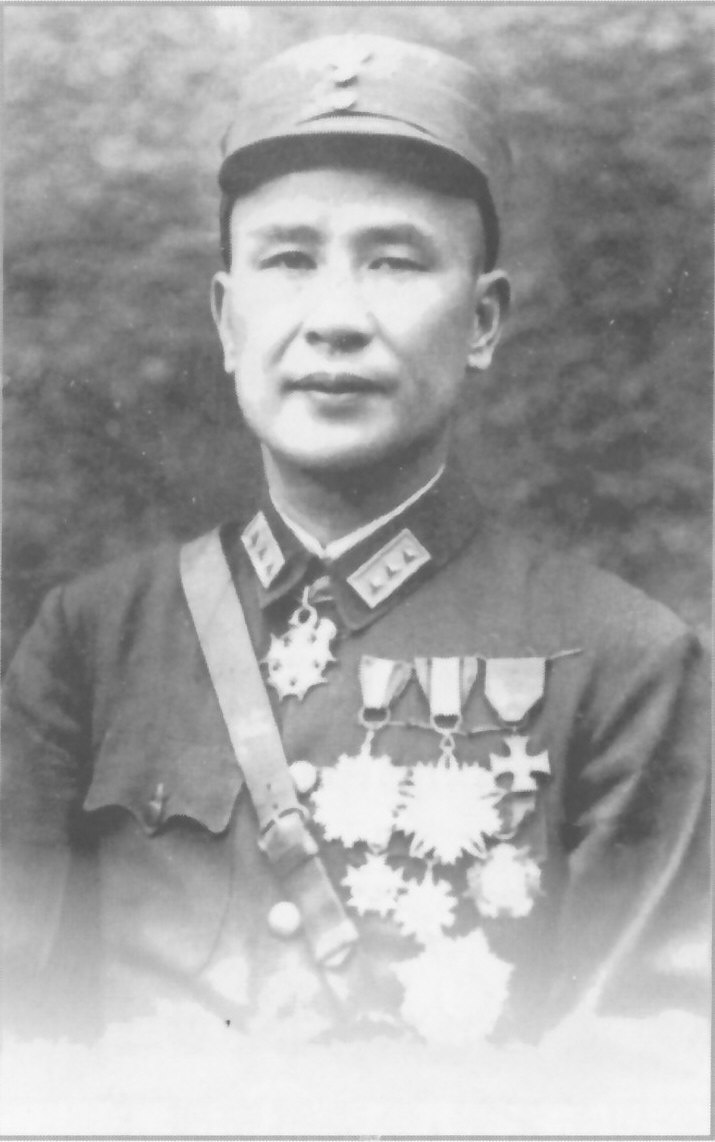
Бай Чунси

Новая клика Гуанси (кит. 新桂派) — одна из китайских клик. Новая клика Гуанси была основана под предводительством Ли Цзунжэня, Хуан Шаохуна и Бай Чунси на замену Старой клике Гуанси, которая распалась в начале 1920-х.
После основания республики Гуанси служил базой для одной из Старой клики Гуанси, одной из самых могущественных клик военачальников Китая. В начале 1920-х годов во время войны Гуандун-Гуанси клика Нового Гуанси, поддерживающая Гоминьдан, заменила старую клику.

## Лу Жунтин и Гуандун-Гуансийская война
В 1920 году Чэнь Цзюнмин изгнал Лу Жунтина и клику Старого Гуанси из провинции Гуандун во время Первой войны Юэ-Гуй. В 1921 году Чэнь вторгся в Гуанси, начав Вторую войну Юэ-Гуй, вынудив Лу Жунтина уйти в отставку в июле 1921 года. К августу Чэнь оккупировал Наньнин и остальную часть Гуанси. Чэнь Цзюнмин и кантонские силы оккупировали Гуанси до апреля 1922 года. Их оккупация была в основном номинальной, потому что вооруженные банды сторонников Гуанси начали собираться под местным командованием, называя себя Армией самоуправления. Сунь Ятсен и Чэнь Цзюнмин вскоре расстались из-за продолжения Северной экспедиции. Однако Чэнь стремился просто стать военачальником Гуандуна, и после того, как клика Чжили в Пекине признала его власть на юге, он покинул Сунь Ятсена. К маю 1922 года кантонские войска эвакуировали Гуанси, оставив вакуум власти.

## Последствия войн Юэ-Гуй
Лу Жунтин мог построить политическую и военную машину из сил, составлявших Армии самоуправления, призывая к дружбе, семье и этнической принадлежности чжуан, но отсутствие такого лидера привело к быстрому краху к местничеству, которое произошло по мере того, как Войска провинции Гуандун отступили. Велись ожесточенные бои за повторную оккупацию территории или попытку лишить отступающие силы их припасов и боеприпасов.
При поддержке У Пэйфу и клики Чжили Лу Жунтин вернулся в Гуанси в 1923 году и начал пытаться восстановить свою коалицию. Вскоре он получил контроль над югом с его важным резервом рабочей силы Чжуан, но ситуация изменилась, и его политическая организация не могла быть восстановлена. Среди молодых людей, прошедших обучение в военных училищах после революции 1911 года, появилось новое понимание современной тактики, оружия и политических средств. В запутанной борьбе за власть после Юэ-Гуйских войн эти местные военные начали захватывать территорию в Гуанси и доминировать на ней.
На юго-западе шли опиумные тропы из Юньнани и Гуйчжоу, которые шли через Байсэ, а затем вниз по реке в Наньнин . Из них опиум обычно выходил через Учжоу, где финансировалась торговля. Во время войн Юэ-Гуй Хуан Шаохун, тогдашний командир Образцового батальона 1-й дивизии Гуанси, и Бай Чунси, его бывший заместитель, попытались сохранить нейтралитет и перебрались в Байсе. В конце концов Хуан получил контроль над Байсе и торговлей опиумом. Позже он расширил свой контроль до Учжоу, таким образом контролируя маршруты, по которым опиум ввозился и вывозился из Гуанси. Благодаря своим доходам от опиума Бай смог создать хорошо оснащенную и обученную армию.

## Новая клика Гуанси приходит к власти
К весне 1924 года Хуан Шаохун, Бай Чунси и Ли Цзунжэнь сформировали Новую клику Гуанси и создали хорошо оснащенную армию умиротворения Гуанси. Ли Цзунжэнь был главнокомандующим, Хуан Шаохун — заместителем командующего, а Бай Чунси — начальником штаба. К августу они победили и изгнали бывшего правителя Лу Жунтина и других претендентов из провинции. Ли Цзунжэнь был военным губернатором Гуанси с 1924 по 1925 год и с 1925 по 1949 год.
Усилия коалиции привели провинцию Гуанси под юрисдикцию Китайской Республики. Ли Цзунжэнь был военным губернатором Гуанси с 1924 по 1925 год, Хуан стал гражданским губернатором Гуанси с 1924 по 1929 год, а Гуанси оставался под влиянием Ли Цзунжэня до 1949 года. Клика Нового Гуанси предпринимала попытки модернизации между 1926 и 1927 годами, когда Гуанси клика контролировала Гуанси и большую часть Гуандуна, Хунани и Хубэй. Клика Нового Гуанси была гораздо более активна в модернизации, чем Лу Жунтин. Они основали Университет Гуанси в Наньнине, построили более пяти тысяч километров дорог и расширили электрификацию района.
Однако, поскольку клику приходилось постоянно мобилизовывать для войны, сначала против гуандунских военачальников, а затем против японцев, налоговое бремя, которое они взимали, было намного тяжелее, чем у Лу Жунтина. Новая клика Гуанси также облагала налогом торговлю опиумом. Как и позже для правительства Чан Кайши, налоги собирались через бюро по борьбе с опиумом, якобы созданные для уничтожения торговли. В 1932 году доход от опиума составил пятьдесят миллионов долларов, что стало крупнейшим источником дохода провинциального бюджета.

## Новая клика Гуанси и Северный поход
Во время Северного похода Бай Чунси был начальником штаба Национально-революционной армии и возглавлял армию Восточного пути, которая завоевала Ханчжоу и Шанхай в 1927 году. В качестве командира гарнизона Шанхая Бай также принимал участие в чистке коммунистов в Национально-революционной армии 12 апреля 1927 года и профсоюзов в Шанхае. Ли Цзунжэнь был генералом Седьмой армии в Северной экспедиции. Ли стал командующим Седьмой армией в Северной экспедиции и захватил Ухань в 1927 году. Затем Ли был назначен командующим 4-й группой армий, состоящей из армии Гуанси и других провинциальных сил, насчитывающих 16 корпусов и шесть отдельных дивизий. В апреле 1928 года Ли Цзунжэнь вместе с Бай Чунси, которому приписывают множество побед над северными военачальниками, повели группу 4-й армии наступать на Пекин, захватив к 1 июня Ханьдань, Баодин и Шицзячжуан. Чжан Цзолинь отступил из Пекина 1 июня. 3 июня армия Ли захватила Пекин. Бай командовал передовыми частями, которые первыми вошли в Пекин и Тяньцзинь.

## Новая клика Гуанси и Чан Кайши
В конце Северного похода Чан Кайши начал агитировать за реорганизацию армии, поскольку это изменило бы существующее территориальное влияние среди клик в партии, что быстро обострило отношения между центральным правительством и региональными властями. Ли Цзунжэнь, Бай Чунси и Хуан Шаохун из клики Гуанси первыми разорвали отношения с Чан в марте 1929 года, что положило начало конфронтации, приведшей к войне на Центральных равнинах. Чан Кайши победил клику в 1929 году. После поражения в этой гражданской войне Гуанси объединился с Чэнь Цзитаном после того, как он стал председателем правительства провинции Гуандун в 1931 году, и выступил против Чан Кайши. Если бы не инцидент 18 сентября, разразилась бы еще одна гражданская война, что побудило все стороны объединиться против Японской империи. В результате с 1930 по 1936 год клика организовала реконструкцию Гуанси, которая стала «образцовой» провинцией с прогрессивным управлением. В результате Гуанси смог предоставить большое количество войск для военных действий против Японии во Второй китайско-японской войне.